# Sergei Wladimirowitsch Rosin
Sergei Wladimirowitsch Rosin (russisch Сергей Владимирович Розин; * 13. Juni 1977 in Leningrad, Russische SFSR) ist ein russischer Eishockeyspieler, der zuletzt bei Rubin Tjumen in der Wysschaja Hockey-Liga unter Vertrag steht.

## Karriere
Sergei Rosin begann seine Karriere als Eishockeyspieler in der Nachwuchsabteilung von Ischorez Sankt Petersburg, für dessen Profimannschaft er in der Saison 1998/99 sein Debüt in der einmalig vom russischen Verband parallel zur Wysschaja Liga ausgetragenen zweiten russischen Spielklasse gab. Die Saison 1999/2000 verbrachte der Verteidiger beim HK Lipezk in der Superliga. Nachdem der Verein am Saisonende abgestiegen war, schloss er sich dem Zweitligisten HK Sibir Nowosibirsk an. Mit seinem neuen Klub erreichte er in der Saison 2001/02 als Zweitligameister den Aufstieg in die Superliga. In dieser begann er auch die Saison 2002/03 beim HK Sibir, wechselte Im Laufe der Spielzeit jedoch zum HK Awangard Omsk, für den er saisonübergreifend ein Jahr lang auf dem Eis stand, ehe er die Saison 2003/04 bei Salawat Julajew Ufa beendete. 
Von 2004 bis 2006 spielte Rosin je ein Jahr lang für Sewerstal Tscherepowez und in seiner Heimatstadt für den SKA Sankt Petersburg. Im Sommer 2006 unterschrieb Rosin einen Vertrag beim Hauptstadtklub HK ZSKA Moskau, mit dem er ab der Saison 2008/09 am Spielbetrieb der neu gegründeten Kontinentalen Hockey-Liga teilnahm. Ab der Saison 2010/11 stand Rosin für Torpedo Nischni Nowgorod in der KHL auf dem Eis, ehe er 2012 zu Neftechimik Nischnekamsk wechselte. Bei Neftechimik stand er bis Ende Januar 2013 unter Vertrag, ehe er aus diesem entlassen wurde. Anschließend war er vereinslos, ehe er im Mai des gleichen Jahres von 
Witjas Podolsk verpflichtet wurde.

## Erfolge und Auszeichnungen
- 2002 Meister der Wysschaja Liga und Aufstieg in die Superliga mit dem HK Sibir Nowosibirsk

## KHL-Statistik
(Stand: Ende der Saison 2010/11)